# Hinilawod
Lo Hinilawod è un poema epico anonimo filippino di tradizione orale composto in 24 000 versi e presumibilmente nato nelle comunità dei primi abitanti dell'isola di Panay prima dell'invasione spagnola del XVI secolo. Il titolo ha il significato di "Racconti dalla foce del fiume Halawod". Opera ciclopica e complessa è considerata, per la sua lunghezza, il poema epico più lungo del mondo.